# Annika Bochmann
Annika Bochmann (* 16. Juli 1991 in Nauen) war eine deutsche Seglerin in der 470er-Klasse.

## Leben
Annika Bochmann vom Verein Seglerhaus am Wannsee gewann 2008, 2010 und 2012 bei der Junioren-Europameisterschaft. 2011 war sie Junioren-Weltmeisterin, 2010 und 2012 jeweils Zweite. 2012 belegte sie den dritten Platz bei der Europameisterschaft und gewann in Kiel ihre erste World-Cup-Regatta. Nach zwei Jahren ohne Top-Ten-Platzierung bei internationalen Meisterschaften rückte im Herbst 2014 Marlene Steinherr als neue Vorschoterin zu Annika Bochmann ins Boot. Nach dem vierten Platz bei der Europameisterschaft 2015 bedeutete der achte Platz bei der Weltmeisterschaft 2015 die Qualifikation für die Olympischen Spiele 2016. Dort erreichte das Boot bei 20 Startern den 18. Platz.
Sie studiert Geowissenschaften an der Christian-Albrechts-Universität zu Kiel.